# Baarle
Baarle – potoczna, łączna nazwa stosowana dla dwóch gmin i wsi położonych na terytorium Niderlandów i Belgii przy granicy niderlandzko-belgijskiej: Baarle-Hertog w Belgii oraz Baarle-Nassau w Niderlandach. Część miejscowości jest belgijską eksklawą na terenie Niderlandów.

Eksklawa nie stanowi jednej całości, a składa się z 30 części, które nieregularnie graniczą ze sobą na terytorium całego organizmu wiejskiego. Z powodu swej sytuacji geograficzno-politycznej wieś jest atrakcją turystyczną.

## Położenie i podział administracyjny
Miejscowość Baarle jest położona na terenie Niderlandów w prowincji Brabancja Północna i belgijskiej prowincji Antwerpia, przy granicy z Niderlandami. Najbliższe miejscowości to położone na północ Breda i Tilburg i belgijski Turnhout na południu. Przez miejscowość przebiegają drogi lokalne N260 (niderlandzka) i N135 (belgijska).
Pod względem statystycznym obszar gminy Baarle-Nassau podzielony jest na trzy okręgi (niderl. wijk) i siedem obszarów (niderl. buurt):
| Numer                 | Nazwa                           | Populacja (2010) |
| --------------------- | ------------------------------- | ---------------- |
| Wijk 00 Baarle-Nassau |                                 |                  |
| 0000                  | Baarle-Nassau                   | 2565             |
| 0001                  | Bungalowpark                    | 70               |
| 0009                  | Verspreide huizen Baarle-Nassau | 1900             |
| 0002                  | Hoogbraak                       | 930              |
| Wijk 01 Ulicoten      |                                 |                  |
| 0100                  | Ulicoten                        | 500              |
| 0109                  | Verspreide huizen Ulicoten      | 585              |
| Wijk 02               |                                 |                  |
| 0209                  | Verspreide huizen Castelre      | 150              |

## Historia
Geograficzna osobliwość sięga 1198 r., kiedy książę Brabancji scedował większość swych posiadłości baronowi Bredy. W 1648 r., na mocy traktatu westfalskiego ziemie Nassau zostały przekazane północnej części Niderlandów, podczas gdy grunty należące do Brabancji przekazano Niderlandom Południowym, obecnej Belgii. Kiedy już dokonał się podział na Niderlandy i Belgię w 1839 r., powstała potrzeba delimitacji. Pierwsza komisja graniczna, powołana na mocy Traktatu z Maastricht z 1843 r., doprowadziła do wyznaczenia granicy między Niderlandami a Belgią, nie była jednak w stanie rozwiązać problemu Baarle. Do traktatu dołączono więc aneks określający przynależność państwową każdej parceli ziemi w Baarle. Rozwiązania te zostały ratyfikowane i stały się częścią paktu z Maastricht.
Wyjątkowość Baarle dała o sobie znać podczas I wojny światowej. Większość terenów Belgii była okupowana przez Niemcy, które jednak były zmuszone respektować neutralność Niderlandów. Dzięki tej neutralności Baarle-Hertog, które jest gminą belgijską, nie było okupowane, bowiem by dotrzeć do belgijskich enklaw, Niemcy musieliby wkroczyć na neutralne terytorium niderlandzkie, czego zrobić nie mogli. Baarle stało się centrum schronienia lotników, członków ruchu oporu itp. Podczas wojny ruch oporu uruchomił radiostację dla podtrzymania kontaktu z siłami na froncie w zachodniej Belgii. Radiostacja mieściła się w ogrodzie burmistrza Baarle-Hertog.
W 1944 r. obie miejscowości zostały wyzwolone przez 1 Dywizję Pancerną pod dowództwem generała Stanisława Maczka. Epizod ten znany jest jako „28 dni Baarle”. Mieszkańcy postawili w centrum Baarle-Hertog okazały pomnik z tablicą pamiątkową ku czci polskich żołnierzy poległych przy wyzwalaniu miejscowości, zaś jedną z ulic w Baarle-Nassau nazwali Generaal Maczeklaan.
Po II wojnie światowej Belgowie dwukrotnie zdołali rozszerzyć swe terytorium drogą pokojową. Po raz pierwszy stało się to w 1959 r., kiedy problem podziału ziemi trafił do Międzynarodowego Trybunału Sprawiedliwości w Hadze i w konsekwencji powiększył enklawę o 12 hektarów. Drugie pokojowe rozszerzenie miało miejsce w 1995 r., kiedy okazało się, że fragment gruntów, który miał należeć do Niderlandów, okazał się belgijski.

## Przemyt
W związku z sytuacją graniczną w miejscowości Baarle był lokalnym centrum przemytu, który z różnym nasileniem trwał do 1993 r. Aby zapobiec niekontrolowanemu napływowi niderlandzkich towarów, rząd Belgii wprowadził specjalną procedurę administracyjną. Wszystkim towarom, a także zwierzętom, które były sprzedawane w enklawie, musiał towarzyszyć specjalny list przewozowy. Wszyscy rolnicy rejestrowali swoje zwierzęta w tzw. księdze hodowlanej, w której opisywano wszystkie cechy charakterystyczne każdego zwierzęcia. Nie zapobiegło to nadużyciom – w niderlandzkich księgach krowy cieliły się dwa razy w roku, w ten sposób wiele niderlandzkich cieląt zostało „legalnie” przetransportowanych do Belgii. Urzędnicy celni wypracowali dyskretną, acz skuteczną metodę, by zapobiec przemytowi masła przez kobiety. Były one proszone o poczekanie przy gorącym piecu, podczas gdy celnicy sprawdzali im dokumenty.
Podczas II wojny światowej zarówno przemytnicy, jak i urząd celny, nieraz używali rozwiązań siłowych, co doprowadzało do ofiar śmiertelnych. Przemytnicy byli uzbrojeni i rzucali gwoździe na drogę, by zapobiec pościgom. Trwał również przemyt na małą skalę, a kilka metrów od granicy powstawały sklepy prowadzące sprzedaż towarów o niższym cle Holendrom lub Belgom.

## Granica

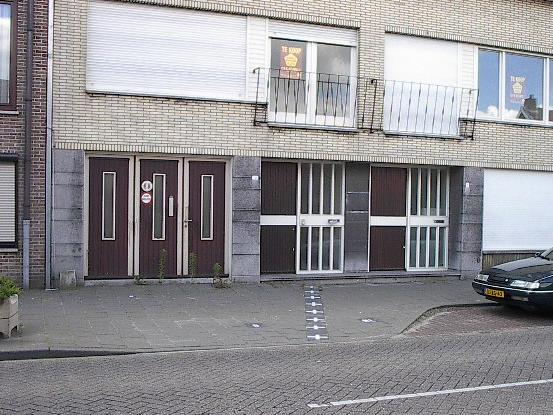
Dom położony bezpośrednio na granicy

Obie gminy wskutek zaszłości historycznych tworzą skomplikowany układ dwudziestu dwóch enklaw i eksklaw holenderskich, jednej belgijskiej i siedmiu niderlandzkich subenklaw. W niektórych miejscach granica przebiega wzdłuż ulic albo dzieli dom na pół. O tym, do którego państwa należy dany dom i gdzie jego mieszkańcy płacą podatki – decyduje to, na którą część wychodzą frontowe drzwi budynku. Granice poprowadzone są tak, że przecinają niektóre obiekty. W pewnym domu granica przebiega przez środek drzwi, posiada on dwa adresy: belgijski Loveren 2, Baarle-Hertog i niderlandzki Loveren 19, Baarle-Nassau. Granica jest delimitowana liniami na chodnikach.

## Organizacja życia
W Baarle istnieją dwie władze funkcjonujące według dwóch odrębnych systemów prawnych. Istnieją dwa ratusze z dwoma burmistrzami, dwie rady wiejskie, dwie siły policyjne i straże pożarne i dwa urzędy pocztowe. Urzędy gmin obu krajów oddalone są od siebie o ok. 100 m. Również zaopatrzenie w energię jest podwójne dla obu części miasta. Mimo odrębnych systemów telefonicznych, rozmowy na terenie eksklawy odbywają się po kosztach lokalnych, niezależnie od części, z których pochodzą abonenci. O przynależności państwowej elektryczności, telefonów oraz samego budynku decyduje fakt, po której stronie granicy belgijsko-niderlandzkiej znajdują się główne drzwi wejściowe.
Istnieją też instytucje wspólne dla całej wsi: jedno biuro turystyczne, jedna biblioteka, sieć gazowa i wodna, system odprowadzania ścieków; 1/4 z nich jest oczyszczana przez Belgów, pozostałe przez Holendrów. Do lat 60 XX w. szkoły zamykano o różnych porach, aby zminimalizować kłótnie i burdy uliczne między młodzieżą z obu części Baarle. Po połączeniu organizacji z obu części miejscowości wprowadzono jednolite godziny rozpoczęcia i zakończenia zajęć szkolnych dla wszystkich.
Na tabliczkach z numerami domów jest wskazane, do którego kraju należy dany dom i z których dostaw korzysta. Jest to również istotne ze względu na podatki, przy założeniu, że mieszkańcy pracują w tym samym kraju, w którym mieszkają.

## Różnice kulturalne

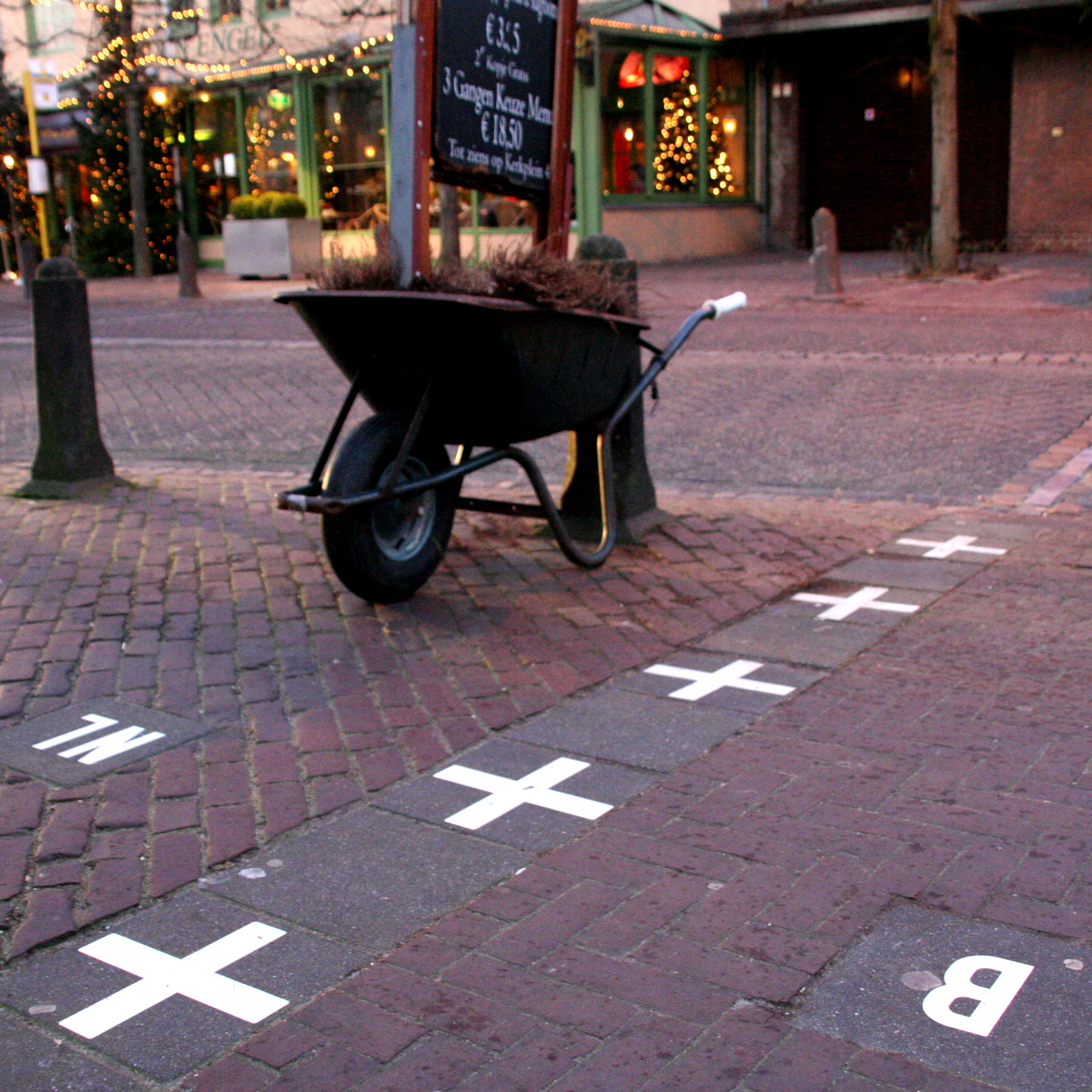
Zieleń w Baarle

Baarle skupia nie tylko dwie jednostki administracyjne, ale również dwie narodowości. Mimo intensywnej współpracy między obiema gminami różnice są duże. Przede wszystkim widoczne są różnice w kulturze politycznej i wpływy z różnych kręgów politycznych. Ten aspekt jest ważniejszy w Belgii. Ponadto niderlandzka administracja publiczna jest bardziej otwarta i mniej scentralizowana. Holendrzy prowadzą politykę planowania, podczas gdy Belgowie rozwiązują problemy zadaniowo. Różnice te są istotne, kiedy dochodzi do współpracy większej społeczności niderlandzkiej z mniejszą belgijską.

## Różnice prawne
Baarle-Hertog i Baarle-Nassau współpracują z zupełnie innych pozycji formalnych, określonych przez ustawodawstwo obu krajów. Administracja niderlandzka ma większe kompetencje i środki niż belgijska. Konsekwentnie, z powodu większej liczby mieszkańców społeczność niderlandzka ma do dyspozycji większą administrację. Dwa systemy prawne na jednym terytorium oznaczają również, że wiele przepisów o zasięgu krajowym nie może zostać wdrożonych, ponieważ nie są kompatybilne z drugimi.

## Problemy wynikające z różnic

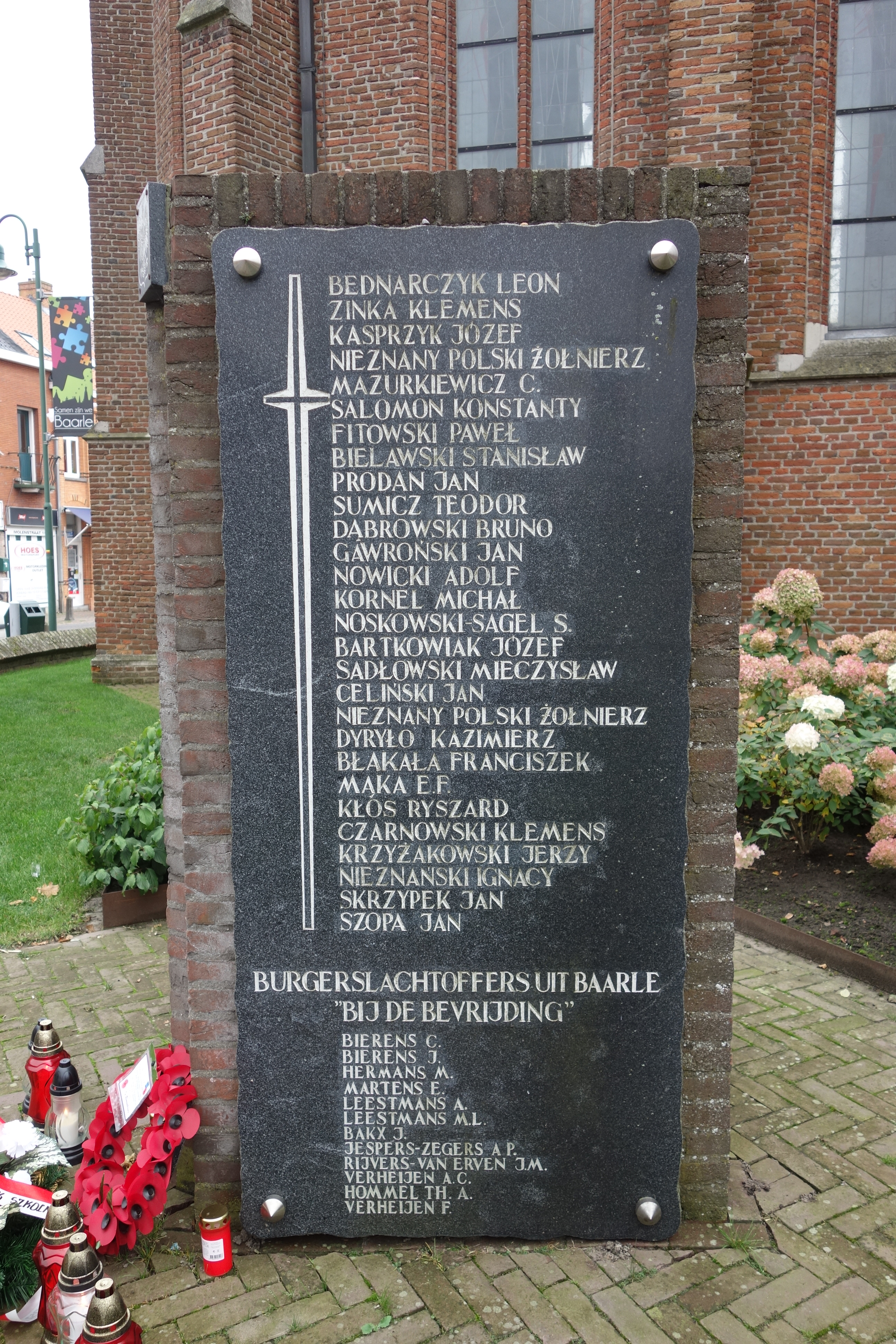
Tablica w Baarle upamiętniająca m.in. polskich żołnierzy walczących o wieś

Mimo daleko posuniętej współpracy, w Baarle funkcjonują różnice wynikające z odmiennych przepisów w Niderlandach i Belgii. Podczas pomoru świń w 1997 r. władze niderlandzkie zakazały transportu tych zwierząt. Zakaz ten nie był ważny na terytorium Belgii ani dla jej obywateli. Jednak kiedy obywatel Belgii próbował przewieźć świnie do rzeźni na terytorium Belgii, został zatrzymany przez władze niderlandzkie i z tego powodu poniósł pokaźne straty.
Inny przypadek dotyczył pewnego obywatela niderlandzkiego aresztowanego przez belgijską policję w Baarle-Hertog i przetransportowanego do więzienia w belgijskim Turnhout we wczesnych latach 80. XX w. Areszt był uprawniony, ponieważ odbywał się na terytorium belgijskim. Aby doprowadzić podejrzanego do zakładu karnego, policja musiała przetransportować go przez terytorium Niderlandów, bowiem tędy prowadziła jedyna droga do więzienia. Podejrzany twierdził przed sądem, że jego transport przez teren Niderlandów był niezgodny z prawem i naruszał niderlandzką suwerenność. Sąd skargę jednak oddalił.

## Religia
W Baarle znajdują się dwa kościoły katolickie: kościół św. Remigiusza (Sint-Remigius) w Baarle-Hertog przy Kerkplein i Matki Boskiej Pomocnej (Onze-Lieve-Vrouw van Bijstand) w Baarle-Nassau.

## Drogi i transport
Utrzymanie dróg w miejscowości jest trudne ze względu na to, że jedna ulica może należeć do dwóch państw, a granica przebiegać wzdłuż lub w poprzek. Utrzymanie dróg jest elementem współpracy obu urzędów miejskich, a remonty ulic „międzynarodowych” są uzgadniane przez administracje lokalne zarówno co do terminów, jak i kosztów.
W 1867 r. wybudowano linię kolejową z Tilburga do Turnhout, zwaną Bels Lintje, jako że należała do Belgów. Zlikwidowano ją w latach trzydziestych XX w, obecnie jej szlakiem przebiega uczęszczana trasa rowerowa.
Miejscowość Baarle obsługuje belgijska firma autobusowa De Lijn. Przez miejscowość przebiegają linie 458, 459 i 460.

## Ekologia
Od czerwca 2001 r., w Baarle działa wysypisko śmieci, wspólne dla obu części miejscowości. Wysypisko jest położone na gruncie, przez który przebiega granica państwa.

## Kultura i oświata

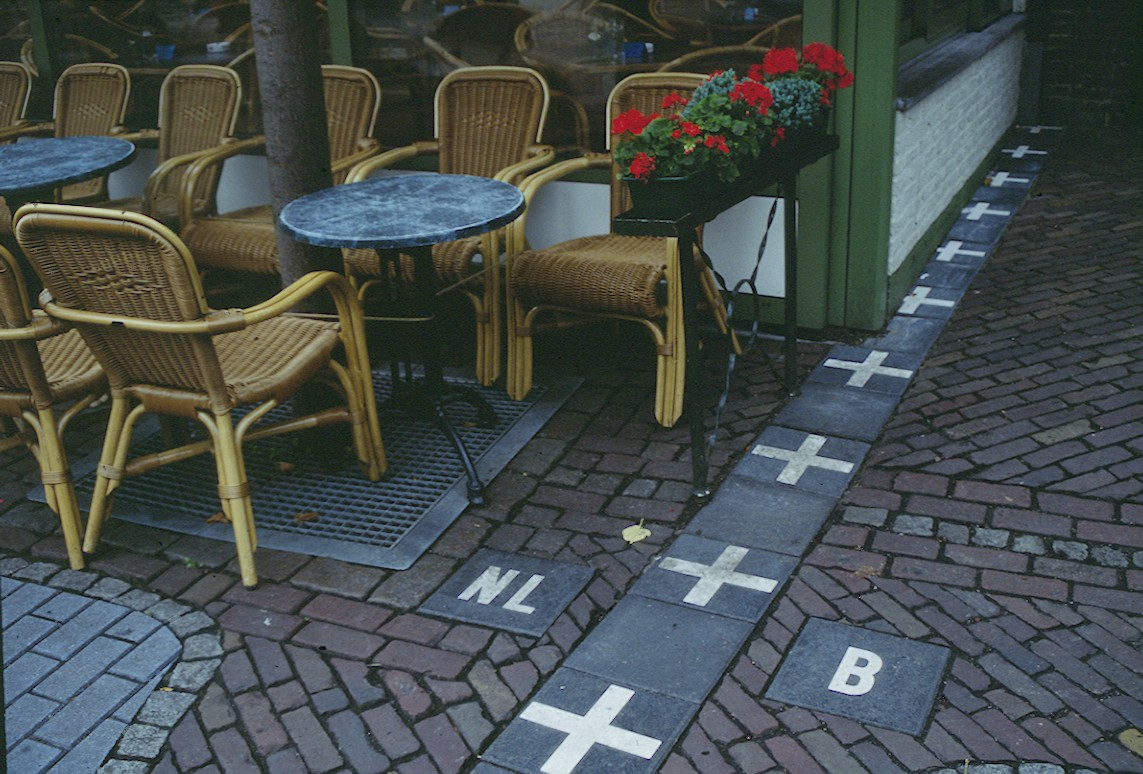
Granica przechodząca przez kawiarnię

W mieście działa dom kultury, biblioteka i Muzeum Świec (Kaarsenmuseum), prezentujące świece wykonane z czystego wosku i ręcznie rzeźbione. Baarle organizuje coroczne imprezy kulturalne, takie jak „Dzień zabytku”, „Dzień Dziedzictwa” oraz „Tydzień sztuki amatorskiej”.
W miejscowości znajdują się ponadto dwie szkoły oraz Akademia Muzyki i Słowa (Academie voor Muziek en Woord).

## Zabytki
- XIX-wieczna pompa (1809)[21], przy ratuszu niderlandzkim, zabytek klasy narodowej[14]
- dawny ratusz z r. 1877 przy ulicy Kerkstraat, obecnie siedziba Galerii Sztuki „Amalia van Solms”, zabytek od r. 1994[10]

## Handel
Ponieważ każdy dom płaci podatki w kraju, na który wychodzą jego frontowe drzwi, tradycją Baarle jest przestawianie drzwi frontowych tak, aby wychodziły na terytorium państwa, w którym podatki są niższe, a czynią tak przede wszystkim sklepy. Obecnie w Baarle sklepy są otwarte także w niedziele, zgodnie z regułami belgijskimi.
W Baarle znajduje się wiele sklepów z fajerwerkami, gdyż w Niderlandach ich sprzedaż ograniczona jest do jednego dnia w roku. Z tego samego powodu w miejscowości istnieje kilka sex shopów, tym razem z uwagi na ograniczenia w ustawodawstwie belgijskim.